# Hammaptera dominans
Hammaptera dominans là một loài bướm đêm trong họ Geometridae.